# Antoby Est
Antoby Est est une commune rurale située dans la Province de Tananarive, au centre du Madagascar. Elle se situe à 19 kilomètres du chef-lieu de région, Miarinarivo, sur la route de Manazary, puis vers suivant la bifurcation vers Amboditanimena. La route est praticable le long de l'année malgré son état sans entretien, et dure au moins 1 heure. Les taxis-brousse reliant le village à Miarinarivo sont seulement opérationnels tous les mardis, le jour du marché. On les prend à l'extrême sud de la ville de Miarinarivo, dans le quartier d'Amboniatsimo. Il faut prévoir entre 1 heure et 1 h 30 pour que les voitures Peugeot 404 et 504 bâchées soient remplies (de personnes et de marchandises).

## Géographie
La commune d'Antoby Est possède onze fokontany (canton) et un Centre sanitaire de base CSBII.

## Histoire
Antoby Est était un fonkontany de Manazary, est a obtenu un titre de commune rurale indépendante depuis l'année 2003. L'actuel maire de la commune, Rakotoarivelo Nirina, est à son deuxième mandat.[réf. nécessaire]

## Économie
Antoby Est est parmi les villages grands producteurs de riz de la région Itasy. Le rendez-vous hebdomadaire des villageois et ses environs, le marché, se tient tous les mardis.